# لیکوسنگ‌چشم گوش‌سیاه
لیکوسنگ‌چشم گوش‌سیاه (نام علمی: Pteruthius melanotis) یک گونه پرنده از خانواده سرودخوانان Vireonidae است. به‌طور سنتی به‌عنوان یک لیکوی جهان قدیم در نظر گرفته می‌شد و در گذشته در خانواده Timaliidae جای می‌گرفت. مدتها ذکر شده بود که عادات آنها شبیه عادات ویرئوها است، اما در گذشته به نتیجه فرگشت همگرا نسبت داده می‌شد. در جنوب شرقی آسیا از هیمالیا تا غرب مالزی یافت می‌شود. زیستگاه طبیعی آن جنگل‌های کوهستانی نمناک نیمه‌گرمسیری یا گرمسیری است.